# Andreaea naumannii
Andreaea naumannii là một loài rêu trong họ Andreaeaceae. Loài này được Müll. Hal. mô tả khoa học đầu tiên năm 1883.